# دیفیوزر (خودرو)

بالا: نمای جانبی؛ دایره‌های قرمز، سد هوا/اسپلیتر در جلو، و دیفیوزر در عقب را مشخص می‌کنند. پایین: نمای زیر.

دیفیوزر (انگلیسی: Diffuser) مفهومی در صنایع خودروسازی است. این نام به بخش شکل‌داده‌شده‌ای در زیر بدنهٔ یک خودرو اشاره دارد که با افزایش جریان عبور میان جریان هوای سریع در زیر خودرو و جریان آزاد بسیار کندتر جو محیط، باعث بهبود خصوصیات آیرودینامیکی خودرو می‌شود. این قطعه با فراهم کردن درجه‌ای از «پرکردن دنباله» یا به‌طور دقیق‌تر، بازیابی فشار، فضایی را برای کاهش شتاب و گسترش جریان هوای زیرین ایجاد می‌کند تا این جریان باعث ایجاد جدایی جریان و پسار بیش از اندازه نشود. دیفیوزر شتاب جریان را در بخش جلویی خود افزایش می‌دهد که به ایجاد نیروی رو به پایین کمک می‌کند. این موضوع به‌واسطهٔ تغییراتی در سرعت حرکت جریان هوای زیر دیفیوزر از طریق دادن زاویه‌ای شکسته به این جریان، که منجر به تغییر فشار و سپس افزایش نیروی رو به پایین می‌شود، انجام می‌پذیرد.